# Chieniopteris martinezii
Chieniopteris martinezii là một loài thực vật có mạch trong họ Blechnaceae. Loài này được (Maxon ex Weath.) Pic. Serm. mô tả khoa học đầu tiên năm 1977.